# Ferriday
Ferriday é uma cidade  localizada no estado americano de Luisiana, na Paróquia de Concordia.

## Demografia
Segundo o censo americano de 2000, a sua população era de 3723 habitantes.
Em 2006, foi estimada uma população de 3611, um decréscimo de 112 (-3.0%).

## Filhos Ilustres
- Jerry Lee Lewis

## Geografia
De acordo com o United States Census Bureau tem uma área de
4,3 km², dos quais 4,3 km² cobertos por terra e 0,0 km² cobertos por água.

## Localidades na vizinhança
O diagrama seguinte representa as localidades num raio de 20 km ao redor de Ferriday.